# ヨハン・マウリッツ (ナッサウ＝ジーゲン侯)
ヨハン・マウリッツ・ファン・ナッサウ（Johan Maurits van Nassau, 1604年6月17日 - 1679年12月20日）は、ナッサウ＝ジーゲン伯、のちナッサウ＝ジーゲン侯（在位：1674年 - 1679年）。オランダ総督の家系オラニエ＝ナッサウ家の同族で、オランダ領ブラジル総督を務めた。父はナッサウ＝ディレンブルク伯ヨハン6世（オラニエ公ウィレム1世の弟）の息子ナッサウ＝ジーゲン伯ヨハン7世。ドイツ名はヨハン・モーリッツ・フォン・ナッサウ（Johann Moritz von Nassau）。
父の従弟に当たるオラニエ公フレデリック・ヘンドリックの下、オランダ共和国で軍人として若くして名を上げた。
1636年にオランダ西インド会社が経営する植民地オランダ領ブラジルの総督として赴任するが、同社と対立して1644年に帰国した。

ヨハン・マウリッツのデン・ハーグの邸宅は、現在はマウリッツハイス美術館となっている。